# Colombiansk skogssköldpadda
Colombiansk skogssköldpadda (Rhinoclemmys melanosterna) är en sköldpaddsart som beskrevs av  John Edward Gray 1861. Arten ingår i släktet Rhinoclemmys och familjen Geoemydidae. Inga underarter finns listade i Catalogue of Life.

## Utbredning
Den colombianska skogssköldpaddan lever i de karibbiska utflödena i norra Colombia och sydöstra Panama, samt i stilla havsutflödena i västra Colombia och nordvästra Ecuador.

## Levnadssätt
Den colombianska skogssköldpaddan trivs i ett flertal vattenmiljöer från dammar och träsk till sjöar och stora floder. Arten kan också hittas i bräckta kustvatten.
Honorna lägger ett eller två ägg oftast i perioden Juni-Augusti och November. Äggen täcks med ruttnande löv och kläcks efter mellan 85 och 141 dagar. De nyckläckta ungarna har ett skal som är 39-59 millimeter långt.